# SZK Mglebi Zugdidi
A Mglebi Zugdidi (grúzul: საფეხბურთო კლუბი მგლები გაგრა, magyar átírásban: Szapehburto Klubi Mglebi Zugdidi) egy megszűnt grúz labdarúgócsapat.

## Története
2006 júliusában az SZK Zugdidi és a Mglebi Zugdidi fúziójával az élvonalba kapott besorolást, ahol három szezont töltött el középcsapatként, majd a 2009–2009-es szezon végén ismeretlen okból megszűnt. Helyét a Baia Zugdidi együttese vette át.

## Lásd még
- Baia Zugdidi

## Külső hivatkozások
- Playerhistory adatlap (angolul)